# Estrus EP
| Оценки критиков | Оценки критиков |
| Источник        | Оценка          |
| --------------- | --------------- |
| Sputnikmusic    | [ 1 ]           |

Estrus EP — это первый EP музыканта Джона Фрушанте, выпущенный в 1997. Всего 400-500 копий винила этого EP были выпущены и их можно было купить на лейбле Birdman Records. Первая песня, "Estrus", позже была выпущена на Smile from the Streets You Hold под названием "Estress". B-Side песня "Outside Space" изначально была записана для дебютного альбома Фрушанте Niandra LaDes and Usually Just a T-Shirt, и небольшую часть песни можно услышать на последних 10-ти секундах песни "Mascara".

## Список Композиций
Слова и музыка всех песен — Джон Фрушанте.
| №                   | Название                                                | Длительность |
| ------------------- | ------------------------------------------------------- | ------------ |
| 1.                  | «Estrus» ("Estress" на Smile from the Streets You Hold) | 2:12         |
| 2.                  | «Outside Space»                                         | 6:27         |
| Общая длительность: | Общая длительность:                                     | 8:39         |